# Del brazo y por la calle
Del brazo y por la calle es una película de 1966, una coproducción de Argentina y España filmada en blanco y negro, dirigida por Enrique Carreras según el guion de Ariel Cortazzo, a partir de la obra homónima de Armando Moock. La película se estrenó el 4 de agosto de ese año, y tuvo como protagonistas a Rodolfo Bebán, Evangelina Salazar, Susana Campos y Enzo Viena. La película recibió el premio Cóndor de Plata como la mejor de su año otorgado por la Asociación de Cronistas Cinematográficos de la Argentina y Evangelina Salazar fue galardonada en el Festival Internacional de Cine de San Sebastián con el premio Concha de Plata a la mejor actriz por su actuación en este filme. Una versión fílmica anterior fue dirigida por Juan Bustillo Oro en México y estrenada en 1956.

## Sinopsis
Un matrimonio de condición humilde deberá reencontrarse después de vivir experiencias por separado.

## Reparto
- Rodolfo Bebán
- Evangelina Salazar
- Susana Campos
- Enzo Viena
- Luis Tasca
- Maruja Gil Quesada
- Javier Portales
- Lilian Valmar
- Rodolfo López Ervilha
- Mirtha Dabner
- Héctor Méndez
- Marta Cipriano
- Jacques Arndt
- Alicia Bonet
- Loló Prat
- Roberto Croharé
- José María Piteiro
- Enrique San Miguel
- Juan C. Bogado
- Francisco Martínez

## Comentarios
La Capital opinó:

”No llega a obtener autenticidad”.

Manrupe y Portela escriben:

”…aproximación aburrida a un tema que pudo dar más”.